# Hartheim am Rhein
Hartheim am Rhein est une commune de Bade-Wurtemberg (Allemagne), située dans l'arrondissement de Brisgau-Haute-Forêt-Noire, dans le district de Fribourg-en-Brisgau.

## Jumelages
- Fessenheim (France) depuis 1993 ;
- Mindszent (Hongrie).

## Pont du Rhin

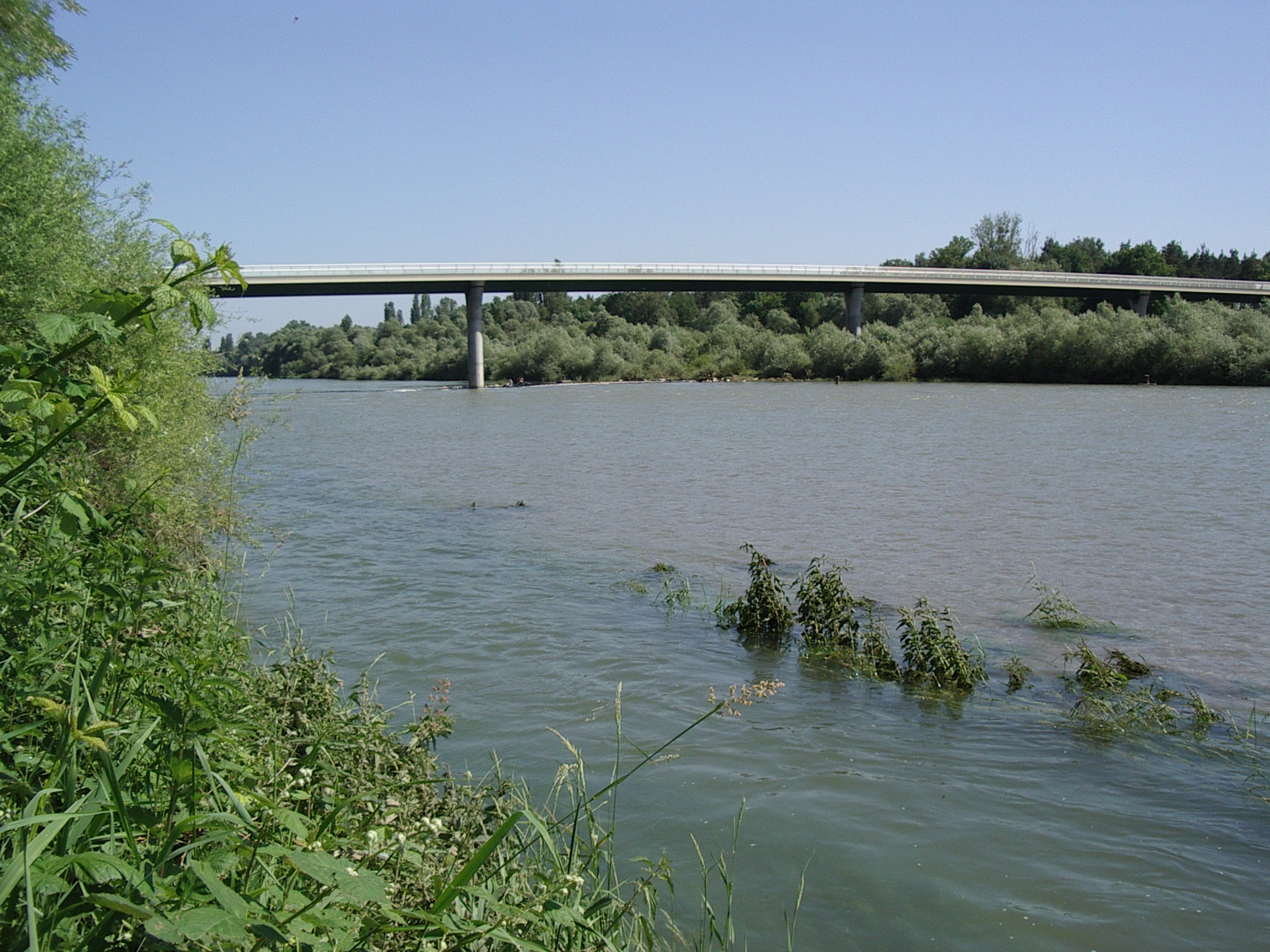
Pont sur le Rhin entre Fessenheim et Hartheim.

Le président de la République Jacques Chirac a inauguré le 20 mai 2006 le pont routier sur le Rhin, entre Fessenheim (Haut-Rhin) et Hartheim. Ce pont de 210 m de long et 7 m de large, le 9e pont routier enjambant le Rhin le long de la frontière entre l'Alsace et le Land de Bade-Wurtemberg, est une réalisation symbolique de la coopération franco-allemande.